# Hermenegildo Anglada Camarasa

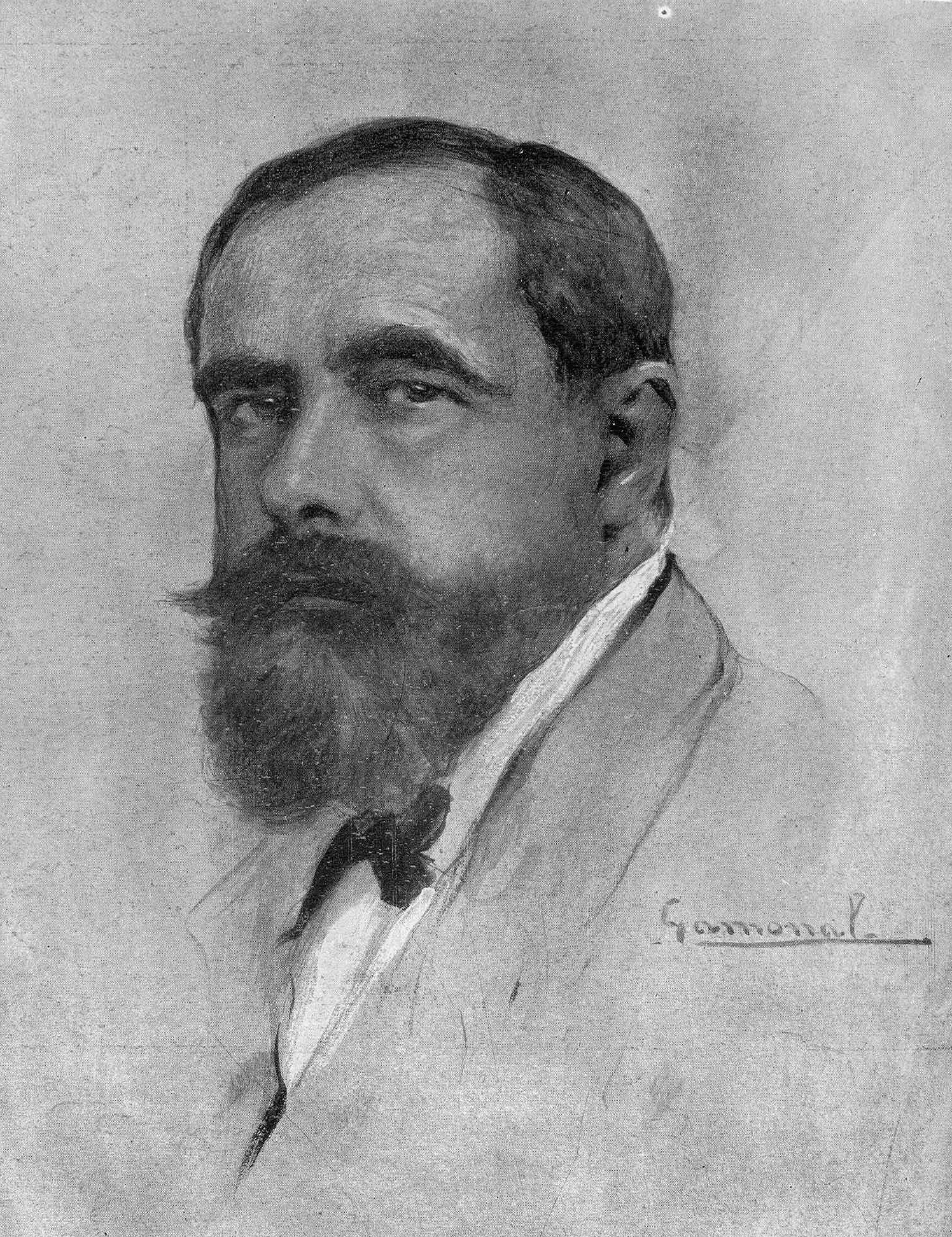
Hermenegildo Anglada Camarasa

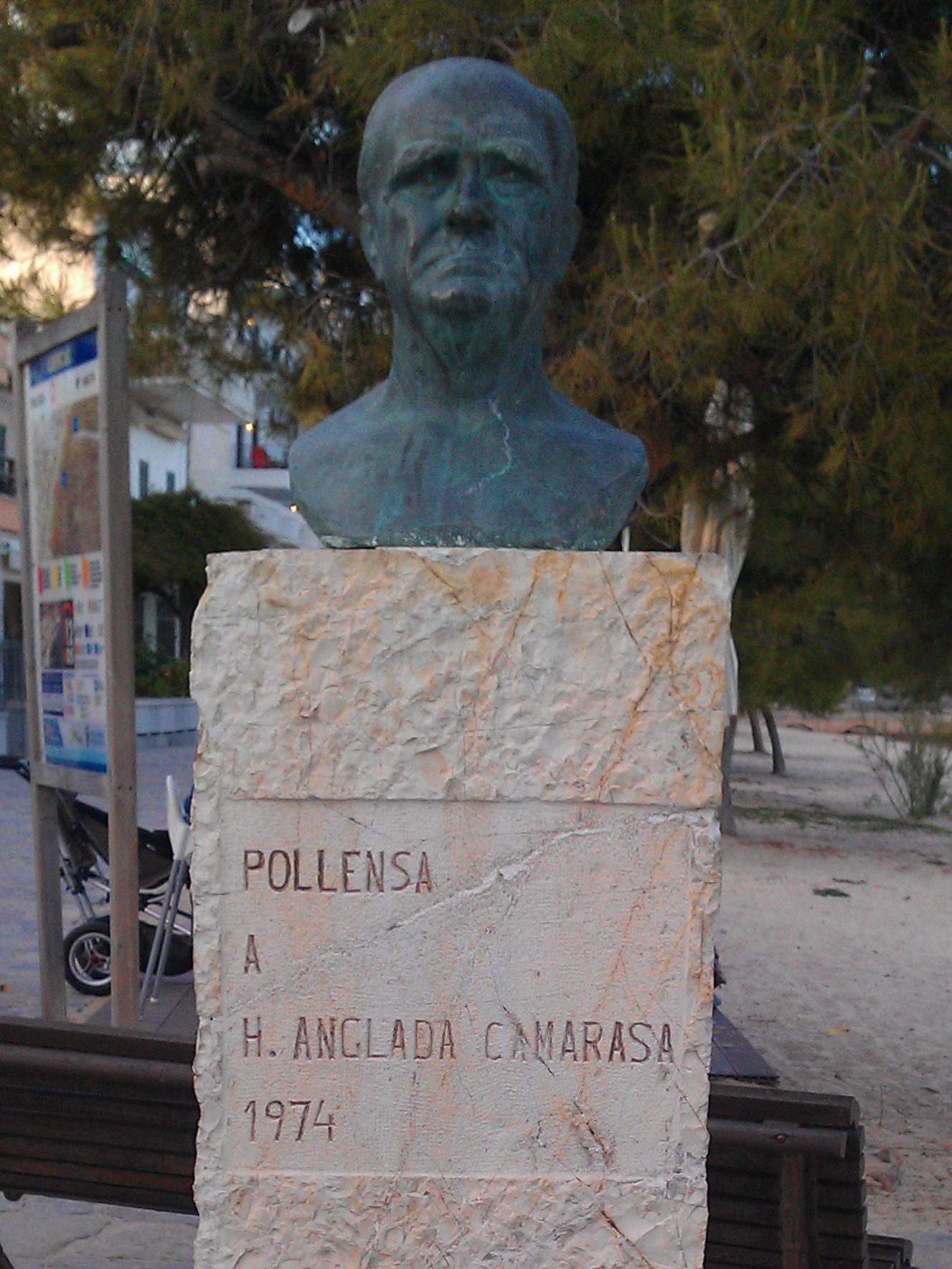
Bronzebüste zu Ehren von Anglada Camarasa in Port de Pollença auf Mallorca

Hermenegildo Anglada Camarasa, auf Katalanisch Hermenegild (abgekürzt:Hermen) Anglada i Camarasa, auch bekannt als Anglada-Camarasa, (* 11. September 1871 in Barcelona; † 17. Juli 1959 in Pollença) war ein katalanisch-spanischer Maler, dessen Werke vor dem Ersten Weltkrieg dem Symbolismus, Postimpressionismus, Modernisme und Dekorativismus zugerechnet werden.

## Leben
Anglada Camarasa wurde am 11. September 1871 in Barcelona als Sohn des Kutschendekorateurs und Freizeit-Aquarellisten Josep Anglada Llecuna geboren. Im Alter von 7 Jahren verlor er seinen Vater, in dessen Werkstatt er die Liebe zur Malerei entdeckt hatte. Gegen den heftigen Widerstand seiner Mutter Beatriu Camarasa Casanovas setzte er durch, ab 1886 Malerei an der Escola de Belles Arts de Barcelona (Schule der Schönen Künste in Barcelona‘) – genannt Llotja – studieren zu können. Unterrichtet wurde er durch Tomás Moragas und später Modest Urgell, der seinen Stil naturalistischer Landschaftsmalerei prägte und von ihm stets als derjenige angesehen wurde, von dem er am meisten gelernt hatte. Nach mehrjährigem Arbeiten innerhalb einer Malergruppe im Dorf Arbúcies am Fuß des Montsena, zu der u. a. auch Eliseo Meifrén gehörte, und einer ersten erfolglosen Ausstellung seiner Bilder in der Kunstgalerie Sala Parés in Barcelona reiste er zum Studium der alten Meister erstmals im November 1894 nach Paris. Dort lebte er zunächst unter sehr einfachen Verhältnissen und musste aus Geldnot 1895 nach Katalonien zurückkehren. Mit dem peruanischen Maler Carlos Baca-Flor, mit dem er eine lebenslange Freundschaft schloss, zog er nachts durch die Casinos, Cabarets und Cafe-Concerts. Mit dessen Hilfe erreichte er eine laufende finanzielle Unterstützung durch seinen Schwager Josep Rocamora Pujola, was ihm ab 1897 einen dauernden Aufenthalt in Paris ermöglichte. Dort erwarb er um das Jahr 1900 die französische Staatsangehörigkeit.
Studien an der Académie Julian unter Benjamin Constant und Jean Paul Laurens sowie zusätzliche nächtliche Kurse an der Académie Colarossi unter Rene Prinet und Louis-Auguste Girardot mit an diesen Schulen gewonnenen Preisen in Komposition ermöglichten Anglada ab 1898 erste erfolgreiche Ausstellungen einiger Bilder im Salon der Société nationale des beaux-arts. An einer dieser Akademien lernte Anglada seine spätere erste Ehefrau, die Malerin Isabel Beaubois (* 6. Februar 1876; † nach 1927) kennen, die nach Scheidung dieser Ehe um 1911 den katalanischen Pianisten Enric Montoriol Tarrés heiratete und unter dem Namen Isabel Beaubois Montoriol bekannt wurde.
Im Mai 1900 veranstaltete Anglada eine viel beachtete Einzelausstellung mit je 20 seiner in einem neuen Stil gemalten Pariser Gemälde sowie akademischer Zeichnungen, wiederum in der Sala Parés in Barcelona. Diese löste bei Kritikern und Publikum sehr gegensätzliche Reaktionen aus. Nach Ende der Ausstellung verfasste er im Oktober 1900 zusammen mit Sebastià Junyent ein in der Zeitschrift „Joventut“ veröffentlichtes Manifest, mit dem sie die Unterwerfung von Künstlern unter den Geschmack der Allgemeinheit aus merkantilen Gründen anprangerten und den Vorrang der künstlerischen Gestaltung vor der naturgetreuen Abbildung propagierten. Neben diversen erfolgreichen Ausstellungen in Paris folgte in den nächsten Jahren die Teilnahme an Kunstausstellungen in Berlin (Kunstsalon Eduard Schulte 1901, 1902, 1904; XI. Secession 1906), Brüssel (Libre Esthétique 1902, 1911; Exposition Générale des Beaux Arts 1907), Gent (XXXVIII Exposition 1902), London (International Society of Fine Arts 1903; International Art Society 1908), Düsseldorf und Köln (1903), Dresden (große Kunstausstellung 1904), Wien (Secession 1904), München (Secession 1903; Kunstverein 1905; Galerie Heinemann 1911), Venedig (Biennale 1903, 1905, 1907, 1914), Barcelona (Exposició d'obres d'art i llibres catalans 1906; Sala Parés 1909), Zürich (Kunsthaus 1910), Buenos Aires (Exposición Internacional de Arte del Centenario del Mayo 1910), Rom (Exposizione Internazionale de le Belle Arti 1911; III Exposizione Internazionale della Secessione 1914), Prag (1913) und Moscau (Salon Artistique 1914). Wie schon 1900 in Barcelona stellte Anglada gewöhnlich seine Zeichnungen zusammen mit den Gemälden aus, um der immer wieder geäußerten Kritik, seinen Gemälden mangle es an Zeichnung, gegenüber zu zeigen, dass er durchaus akademisch zu malen verstand. Über zwei Jahrzehnte weigerte er sich ebenso wie der mit ihm befreundete Baske Ignacio Zuloaga, an offiziellen spanischen Ausstellungen teilzunehmen. So stellten beide bei der großen internationalen Kunstausstellung von Rom 1911 ihre Werke abseits des spanischen Pavillons auf Einladung der Veranstalter in für sie reservierten Räumen des italienischen Pavillons aus. Aber auch auf Pariser Salons waren Angladas Bilder ab 1908 nicht mehr vertreten; die dort aufgekommenen Strömungen der Avantgarde lehnte er ab und kritisierte 1911 in Rom scharf die Vorherrschaft der Franzosen in der Welt der Kunst.
Von 1901 bis 1904 lehrte Anglada an der Académie Colarossi, ab 1905 bis 1913 auch an der Académie Vitti, deren Gründungsmitglied er war. Dort sammelte er einen Kreis lateinamerikanischer Maler als Schüler um sich, darunter die Argentinier Tito Cittatini und Gregorio López Naguil und der Mexikaner Roberto Montenegro.
Nach einem ersten Besuch der Insel Mallorca im Jahr 1909 auf Empfehlung von Antoni Gaudí und einem längeren Aufenthalt von August bis November 1913 zusammen mit seiner zweiten Ehefrau Simone Martini ließ sich Anglada Camarasa im Juli 1914 endgültig in Pollença nieder, nachdem er am 21. Juli mit Hilfe seines Anwalts, des Politikers Francesc Cambó die spanische Staatsangehörigkeit zurück erlangt hatte. Dort lebte und arbeitete er, umgeben von lateinamerikanischen Schülern seiner Pariser Zeit sowie weiteren Künstlern und Intellektuellen bis im Jahr 1936. Durch den Krieg und die Abgelegenheit Mallorcas abgeschnitten von der europäischen Kunstwelt konzentriert sich Anglada auf Spanien, stellt seine Werke 1915 in Barcelona (Palau des Belles Arts) aus und beteiligte sich an einem Manifest der spanischen Intellektuellen zur Unterstützung der Alliierten. Der Erlös der Ausstellung war für die Witwen und Waisen im Krieg gefallener Künstler bestimmt. Auf Einladung von mehr als 30 Künstlern und Intellektuellen, darunter Valle-Inclan, Ortega y Gasset und Unamuno, erfolgte 1916 in Madrid (Palacio de Cristal del Retiro) eine Ausstellung, wodurch dessen Bevölkerung erstmals in Kontakt mit einer modernen Kunstströmung jenseits des Postimpressionismus kam. Dies löste in der Presse starke Kontroversen aus, in der manche Anglada Unpatriotismus, Anarchismus, Jugendgefährdung, Homosexualität und Geisteskrankheit vorwarfen. Begeisterung löste er hingegen 1919 bei der internationalen Kunstausstellung von Bilbao aus.
In den Nachkriegsjahren startete Anglada ein come back in den USA. Auf Einladung des Direktors des Kunstmuseums des Carnegie Instituts in Pittsburgh (wo das Jahr zuvor Werke von Pierre Bonnard und das Jahr danach von Claude Monet gezeigt wurden), Homer St. Gaudens, schickte Anglada 1924 zunächst fünf, dann neun seiner wichtigsten Bilder erstmals in die USA, wo sein Konkurrent Sorolla längst bekannt und vertreten war. Ausstellungen erfolgen u. a. in Washington (Van Dyck Galleries), New York (Brooklyn Museum), Chicago, Los Angeles, San Francisco, Philadelphia, Boston und Cleveland. Der Veröffentlichung der ersten Monographie über Anglada durch Samuel Hutchinson Harris in England im Jahr 1929 folgten von diesem organisierte Ausstellungen in London und Liverpool 1930.
1931 baute sich Anglada ein eigenes Haus in Port de Pollença und heiratete zum dritten Mal, diesmal seine 30 Jahre jüngere Großnichte Maria Teresa Huelín Rocamora. Im August 1933 wurde ihre Tochter Beatriu geboren.
Als Anglada sich 1936 gerade zur Vorbereitung einer Ausstellung in Barcelona aufhielt, brach der Spanische Bürgerkrieg aus und fiel Mallorca in die Hände des Bando national (der Francisten). Als bekennender Republikaner und Freimaurer konnte Anglada nicht zurück nach Mallorca und nahm auf Einladung der Generalidad von Katalonien zunächst mit Ehefrau und Tochter Zuflucht im Kloster von Montserrat. Von dort ging die Familie zu Beginn des Jahres 1939, nachdem Barcelona gefallen war, ins Exil nach Frankreich, wo sie vorübergehend Aufnahme bei Carlos Baca-Flor in Neuilly-sur-Seine fand, um sich schließlich in Pougues-les-Eaux niederzulassen. Während dieser Zeit litt die Familie große Not, so dass Anglada nicht das Geld hatte, Farben für die Fertigstellung seiner Gemälde zu kaufen, und war auf Unterstützung von Freunden angewiesen. 1948 gelang es Anglada eine Entschuldung seines in Port de Pollença gelegenen Grundstücks „El Pinaret“ in Port de Pollença, die Rückgabe seiner Bilder aus der Verwahrung einer Bank und eine Rückkehr in seine Wahlheimat zu erwirken. Wegen seiner angegriffenen Gesundheit konnte Anglada nur noch wenig malen, jedoch die in seinem Besitz verbliebenen Werke wiederholt in Barcelona und Madrid ausstellen. 1959 verstarb Anglada in Pollença. Gemäß seinem Wunsch, dass seine Werke nicht in aller Welt verstreut werden sollen, wurde sein Haus 1967 von seiner Witwe, seiner Tochter und seinem Schwiegersohn Alfonso Pizarro in ein Privatmuseum umgewidmet. 1989 wurde sein Nachlass von der Kulturstiftung des katalanischen Kreditinstituts La Caixa erworben und wird derzeit in Palma im ehemaligen Gran Hotel permanent ausgestellt; Kuratorin ist seine Enkelin Silvia Pizarro. Weitere Ausstellungen seit Mitte der 1990er Jahre, insbesondere in verschiedenen Filialen der Caixa sowie im Museo Carmen Thyssen Malage, machten den sowohl international als auch in seinem Heimatland weitgehend in Vergessenheit geratenen Künstler in Spanien wieder bekannt. Erste Erwähnung erfuhr der Künstler in der spanischen Enzyklopädie „Summa Artis“ erst 1991, 10 Jahre nach Veröffentlichung der Monografie von Fontbona/Miralles.

## Werk

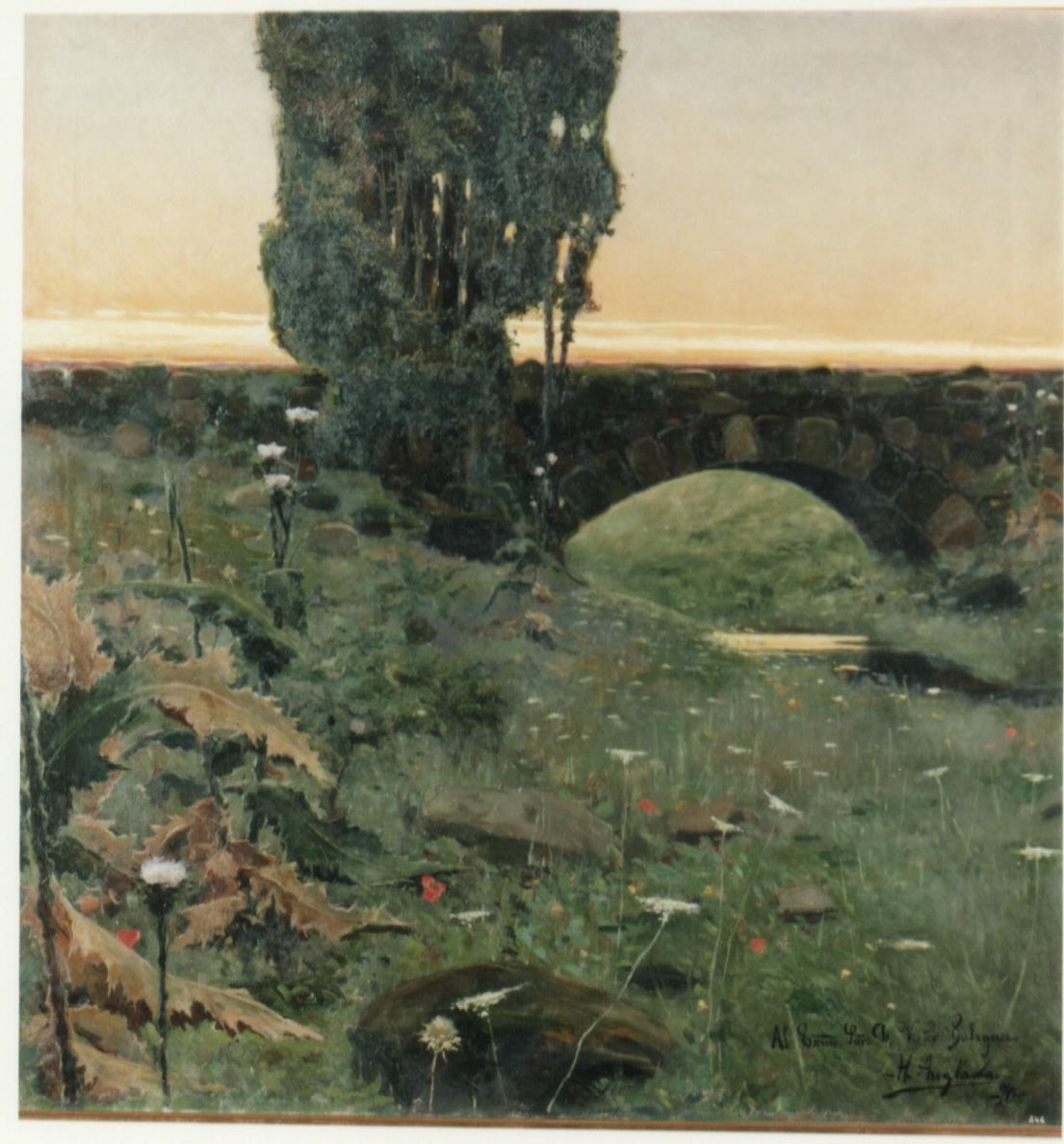
Paisatge amb pont 1890

### Zeit der Ausbildung
Zur katalanischen Epoche Angladas werden seine ersten Werke von ca. 1885 bis 1897 gerechnet. In dieser Zeit malte und zeichnete er sehr detailgetreu einige Porträts sowie insbesondere während seines Aufenthalts in Arbúcies eine größere Anzahl von Landschaften in kleinen bis mittleren Formaten (ca. 20 cm bis wenig mehr als 100 cm größerer Seitenlänge). Seine Genauigkeit brachte ihm den Spitznamen „branqueta“, d. h. „Zweiglein“ ein. Auch während seiner ersten Jahre in Paris zeigte er kein Interesse an den Strömungen der Avantgarde, sondern wählte als Lehrer in den von ihm besuchten Akademien klassisch-akademische Persönlichkeiten. Erst 1899 nach einer Begegnung in Paris mit dem arrivierten catalanischen Maler Santiago Rusiñol kam es zu einer stilistischen Kehrtwende.

### Erste Pariser Epoche (1897–1904)

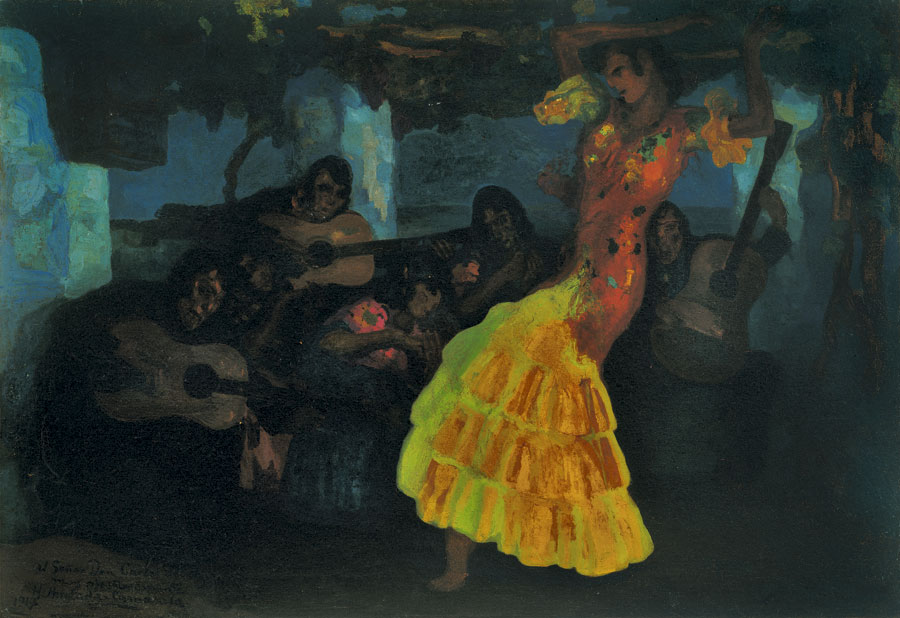
Baile gitano 1914–1936

Gemäß der im Manifest vom Oktober 1900 vertretenen Theorie entstand eine Vielzahl, die zeichnerische Form auflösender Bilder mit starken Kontrasten zwischen dem beobachteten Subjekt und der Umgebung, mit pastos-fleckig aufgetragenen kalten Farben und konturlosen, fließenden Übergängen. Themen waren in erster Linie Szenen des Pariser Nachtlebens, demi-mondäne Frauen unter der damals neuartigen diffusen elektrischen Beleuchtung, „zerbrechliche Wesen, fast körperlos erscheinend, teilnahmslose Frauen ohne Antlitz, verwandelt in Symbole der Nacht, eines flüchtigen Augenblicks, einsame Wesen, wie wenn sie nur einen Tag hätten ihre Flügel auszubreiten“. Inspiriert durch ein Gedicht Baudelaires nannte Anglada eines dieser Bilder „Fleurs du mal“, ein Titel, der für einen Großteil dieser Gemälde stehen könnte. Die Rolle der Frau als Verführerin, das „ewig weibliche“ kehrt in seinem gesamten Œuvre wieder. Männer sind allenfalls im Hintergrund zu sehen, als Kunden der Kurtisanen oder, in der zweiten wichtigen Thematik von Angladas Arbeiten dieser Epoche, als Musiker für sich wild im Tanz bewegende Gitanas. Auch solche Szenarien kehren bis zur letzten Epoche Angladas immer wieder. Vor Ausführung dieser Gemälde fertigte Anglada jeweils eine größere Anzahl von Bleistiftskizzen, mit denen er die Bewegung erfasste. Eine besondere Auszeichnung für Anglada stellte 1902 der Verkauf des Bildes „Danza Espanola“ an den bedeutenden russischen Kunstsammler Iwan Morozow dar. Einen weiteren Themenkreis der ersten Pariser Epoche bildete die Darstellung von Pferden. Eine Reihe von Entwürfen bereiteten seine großen Gemälde „Caballos en la lluvia“ (Pferde im Regen) von 1902 (zuerst 1902 zusammen mit einer größeren Anzahl seiner Pariser Bilde in Berlin bei Ed. Schulte und sodann 1904 in der Ausstellung der Wiener Secession und beim Münchner Kunstverein gezeigt) und „Caballo y gallo“ (Pferd und Hahn), das die Galleria d'Arte Moderna aus der Ausstellung von Venedig 1905 erwarb, dar.

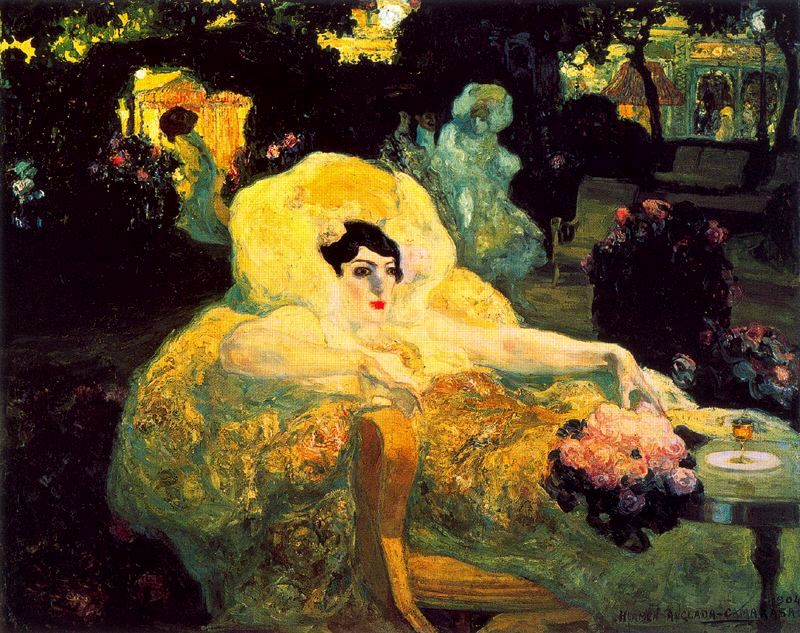
Le paon blanc 1904

Während die in Ausstellungen gezeigten Gemälde Formate von bis zu 115 × 146 cm hatten, gibt es eine große Zahl kleinformatiger Bildchen von 10 × 12 bis 26 × 35 cm, die spontane, vor Ort schnell realisierte Notizen von Szenen des Pariser Nachtlebens darstellen, und die nicht für den Verkauf bestimmt waren, nur gelegentlich als Geschenke benützt wurden und zum großen Teil im Besitz Angladas blieben. Sie sind in der Regel nicht datiert und wurden erst nachträglich signiert.

### Zweite Pariser Epoche (1905–1914)

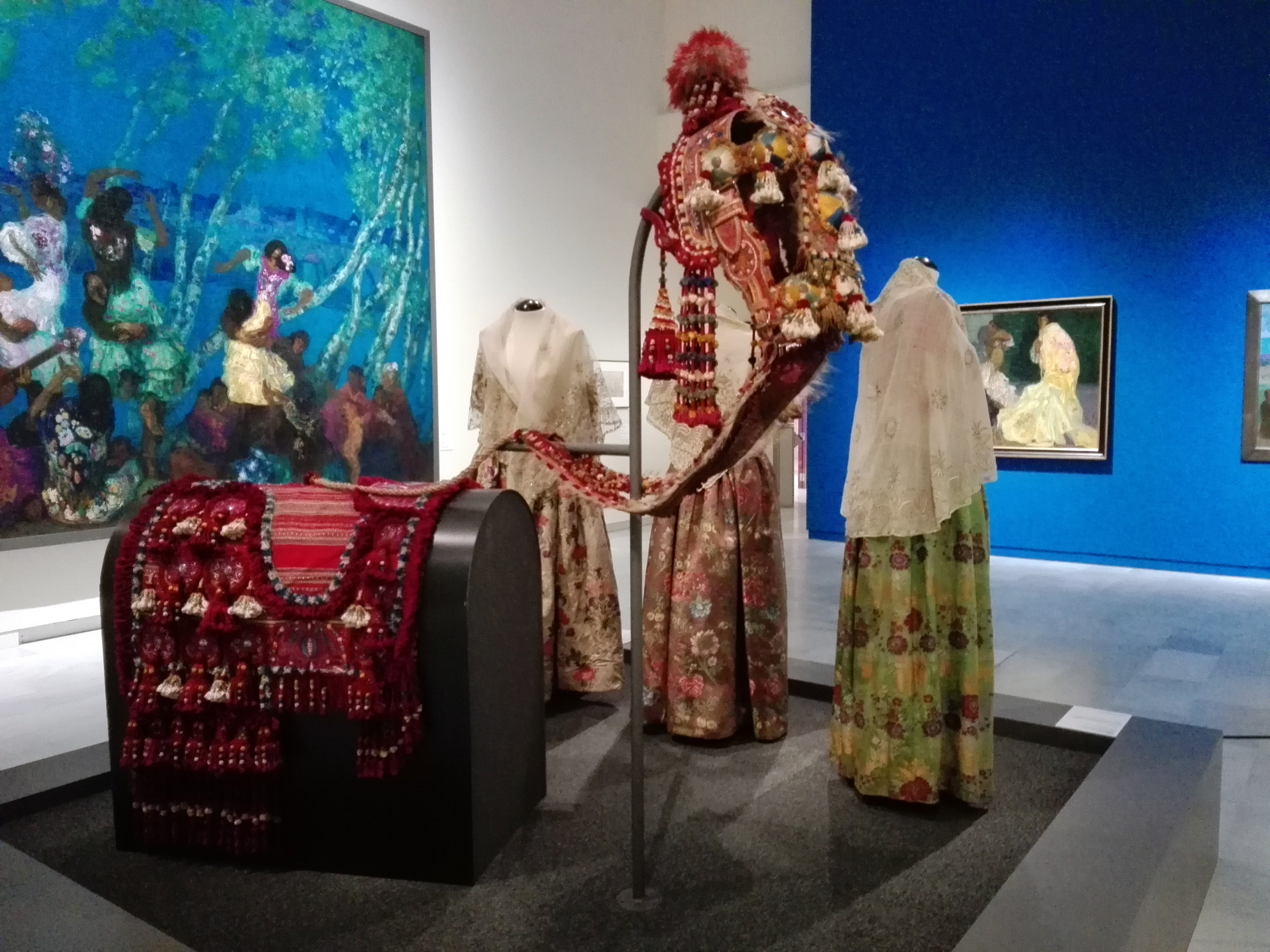
Valencianische Kleider, die der Künstler als Vorlagen für seine Bilder kaufte.

Bei einem Sommeraufenthalt 1904 in Valencia entdeckt Anglada die dort noch erhaltenen farbenfrohen Volkstrachten, die ihren Ursprung im 18. Jahrhundert hatten. Das ändert ab 1905 seine Motive und Maltechnik vollständig. Motive des Pariser Nachtlebens samt der Technik konturloser nebulöser Personendarstellung wurden vollständig aufgegeben zugunsten eine Serie, in der spanisches Landvolk in leuchtend bunten Gewändern bei klarem Licht, ohne Schatten und Perspektive dargestellt ist, im Atelier gestellte decorative Szenen, die nicht Reales abbilden, sondern der Phantasie des Künstlers entsprangen. Dieses Sujet benutzte er als geeigneten Träger eines Feuerwerks von Farben. Als Vorlage legte er sich eine große Sammlung solcher Gewänder zu, mit denen er seine Modelle im Atelier bekleidete, wovon einige in der Dauerausstellung im ehemaligen Gran Hotel von Palma zu besichtigen sind.
Für ein später nicht realisiertes Projekt einer Palastausstattung fertigte Anglada eine Serie großformatiger Bilder von Repräsentantinnen der spanischen Landschaften. Hauptwerke dieses Projekts bildeten die in Rom 1911 ausgestellten Riesengemälde „Valencia“ und „El tango de la corona“, die beide im CaixaForum Palma permanent ausgestellt sind. Daneben mehrten sich Porträts von Frauen und Freundinnen seiner Freunde sowie Damen der Gesellschaft in einem höchst dekorativen, an Frauenbildnisse von Klimt erinnernden Stil. Beispiele sind das unter dem Namen „la gata rosa“ bekannte Porträt seiner Schülerin Georgette Leroy, das zum ersten Mal 1916 in Buenos Aires ausgestellt worden war und später vom Museum in Toledo, Ohio erworben wurde, sowie das heute im Museo Nacional Centro de Arte Reina Sofía ausgestellte Porträt der „Sonia de Klamery (echada)“, der Ehefrau des spanischen Diplomaten Daniel Carballo y Prat, Conde de Pradere. In diesen Gemälden präsentierte der Künstler die Dargestellten oft vor einem verschwenderisch dekorierten, vielfach phantastisch-floralen Hintergrund, dessen Motive sich in den Gewändern und den prächtigen mantons de manila wiederholten, wodurch eine dekorative Einheit von Person und Ambiente hergestellt wurde. Aus dieser hebt sich akzentuiert das den Betrachter fixierende Gesicht der Protagonistin ab. Es sind dies keine Porträts, die durch Gesichtsausdruck oder Gebärde auf die Psyche der abgebildeten Person schließen lassen, sondern eine sinnliche Wirkung der Weiblichkeit auf den Betrachter ausüben.
Der Änderung von Thematik und Ausführung der Werke dieser Epoche gegenüber der vorhergegangenen folgt auch eine Änderung der Formate. Die kleinen Täfelchen waren verschwunden. Als Vorlagen dienten nicht mehr Vorgänge des realen Lebens, sondern im Atelier gestellte Szenen und Fotografien. Die valencianischen Gruppenbilder sind wenigstens 150 cm breit, die Porträts in der Regel lebensgroß. Sie waren zumeist bestimmt für das von Anglada verfolgte Projekt einer Palastausstattung bzw. für die prestigeträchtige Teilnahme an großen internationalen Kunstausstellungen. Die größten erreichten Dimensionen von 184 × 422 cm (Los enamorados de Jaca), 360 × 512 cm (El tango de la corona) und 580 × 612 cm (Valencia).

### Mallorca und Exil (1914–1959)
Die Werke dieser Zeit werden zwar üblicherweise unterteilt in eine erste mallorquinische Epoche bis 1936, die Zeit des Exils bis 1947 und die zweite mallorquinische Epoche. Wegen ihrer stilistischen Einheitlichkeit kann jedoch dieser Abschnitt gemeinsam dargestellt werden.
Die Übersiedlung Angladas nach Mallorca leitete eine neue Epoche in Malstil und sujet ein. Bei der Porträtierung der Frauen seiner Freunde und Verehrer trieb er den in Paris entwickelten Dekorativismus zwar noch einmal auf die Spitze. Musterbeispiele sind die Porträts der Marieta Ayerza de González Garaño von 1928 und der Adelina del Carril de Güiraldes von ca. 1920–1922. Figur und Hintergrund bilden eine dekorative Einheit wie bei einem Teppich – Sorolla nannte Anglada nicht ohne Grund den „Perser“ –. So tritt erstere aus einer Umgebung von riesigen Sonnenblumen und üppig blühenden Brugmansias hervor und die Blütenfarben wiederholen sich in ihrem Gewand. Ähnlich im Porträt seiner Großnichte Maria Teresa Huelin Rocamora von ca. 1929–1930. Und das Bildnis der Frau seines Freundes, des argentinischen Dichters Ricardo Güiraldes, Adelina del Carril de Güiraldes erinnert mit der an einen Baumstamm hingelehnten Pose an das Bildnis der Sonia de Klamery. Aber in diesem wird bereits der Wechsel seines Augenmerks deutlich. Den Hintergrund bildete nun eine mallorquinische Landschaft. Dieser galt nun sein Hauptaugenmerk. Es entstanden aber nicht naturalistische Landschaftsbilder wie in seinen Lehrjahren bei Modest Urgell, sondern Bäume, Berge, Felsen und Fische in wilder expressionistischer Farbigkeit. Baumstämme in blau und violett, Berge rötlich-orange oder blau, je nach seiner Wahrnehmung. Insbesondere Pinien und Feigenbäume gestaltete er mit ihren wie Arabesken geschwungenen Ästen. Wolkenformationen türmen sich in manchen Bildern auf wie Felsen. Die Natur diente nun als Anregung und Vorlage zur Gestaltung neuer Farbkompositionen. Diese Landschaft war es, die ihn nach seiner Aussage „mit den Rhythmen ihrer Formen, den Arabesken, in denen sich ihre Formen verbinden, dem Gleichgewicht ihrer Proportionen“ in den Bann zog. Seine Gebirge formte er gemäß seinem rebellischen Geist gegen jeden Formalismus. Mit einem Glasbodenboot beobachtete er den Meeresgrund mit seiner Vielfalt farbiger Fische und gab seine Beobachtungen in farbenprächtigen Ölbildern wieder.
Ebenso wie sich das Subjekt seiner Malerei änderte, wandelte sich seine Maltechnik. Farben trug er, wie sie aus der Tube kamen, in großer Dicke auf, so dass die Leinwände ein beträchtliches Gewicht bekamen. Wie ein Zeitzeuge, der catalanische Maler Alfons Borell, der ihn beim Malen beobachtet hat, berichtete, malte er ohne Kohlevorzeichnung auf der Leinwand von einer Ecke bis zur anderen.
Daneben blieb Anglada in einigen seiner Bilder dem sujet der Gitanas treu: einerseits von Müttern mit ihrem Kind auf dem Rücken, andererseits Tanzszenen vor einer Phantasiekulisse. Nachdem er um 1935 erklärt hatte, die Malerei überhaupt zugunsten der Gärtnerei aufgeben zu wollen, wandte er sich schließlich auch zunehmend einer ganz neuen Thematik zu: Blumenstillleben in akademisch klassischer Manier, nicht ohne sein Ideal der üppigen Farbigkeit aufzugeben. In den im Exil von Montserrat und von Pougues-les-Eaux entstandenen Bildern kehrten die Motive Mallorcas wieder, nur dienten jetzt als Vorlage die Berge des Montserrat statt der Tramuntana und die Erinnerungen an die früheren Zeiten.
Wie schon in der zweiten Pariser Zeit dienten Anglada teilweise Fotografien als Vorlage, auch nur für Teilaspekte seiner Bilder. Jedoch fertigte er auch wieder in kleineren Formaten Skizzen nach der Natur, allerdings größer als in den Pariser Lokalen, in denen es schwierig gewesen wäre, größere Leinwände für Notizen zu verwenden. In der Natur konnte der Künstler seine Staffelei verwenden, so dass die Dimensionen dieser Bilder sich wieder den im Atelier gestalteten annäherten. So bewegen sich die Maße der in der Natur gemalten Objekte im Allgemeinen zwischen 22 × 27 cm und 30 × 50 cm, während die Atelierbilder bis zu 130 × 210 cm messen und die Porträts lebensgroß blieben. In ihrer Ausführung unterscheiden sich die rasch gemalten jedoch deutlich von den minuziös im Atelier ausgearbeiteten Landschaftsbildern, die nur noch selten mit der Realität korrespondierten. Am Montserrat und im Exil entstanden nur mittelgroße Formate, ebenso wie in den letzten Jahren auf Mallorca.

## Auszeichnungen und Preise
Anglada wurde die Mitgliedschaft in folgenden Vereinigungen verliehen:
- 1902 assoziiertzes Mitglied, ab 1903 ordentliches Mitglied des Salon de la Société Nationale de Paris,
- 1905 Mitglied der International Society of Sculptors, Painters and Engravers, London,
- 1905 Korrespondenz-Mitglied der Künstlervereinigung „Secession“, München; „Maestro“ der Biennale de Venecia; Korrespondenz-Mitglied der Künstlervereinigung „Secession“, Berlin,
- 1911 Delegierter Russlands auf der Exposició Internacional de Belles Arts, Barcelona,
- 1912 Ehrenmitglied der Accademia di belle arti di Brera, Milano,
- 1915 Korrespondenz-Mitglied, 1917 ordentliches Mitglied der Hispanic Society of America, New York,
- 1916 Ehrenmitglied des Círculo de Bellas Artes, Madrid,
- 1918 Ehrenmitglied der Associació d'Amics de les Arts, Barcelona,
- 1932 akademischer Korrespondent der Real Acadèmia Catalana de Belles Arts de Sant Jordi, Barcelona,
- 1954 Ehrenmitglied der Real Academia de Bellas Artes de San Fernando, Madrid; Ehrenmitglied der Asociación de Escritores y Artistas Españoles, Madrid,
- 1955 Großkreuz des Ordens Alfonso X el Sabio; Ehrenpräsident des Real Cercle Artístic, Barcelona,
- 1956 Preis Juan March de Bellas Artes,
- 1957 ordentliches Mitglied der Acadèmia de Belles Arts de San Sebastia de Palma.

Bei Ausstellungen gewann Anglada folgende Preise:
- Goldmedaille der Biennale di Venecia, 1907[58],
- Großer Preis der Exposición Internacional de Arte del Centenario del Mayo 1910 in Buenos Aires, zusammen mit Eliseu Meifrén und Ignacio Zuloaga[59],
- 1. Preis der Exposizione Internazionale de le Belle Arti 1911 in Rom geteilt mit Vilhelm Hammershøi, Gustav Klimt, Ivan Meštrović, Antonio Mancini, Victor Rousseau, Pál Szinyei Merse, Ettore Tito, Anders Zorn und Ignacio Zuloaga[60],
- Goldmedaille der Sesquincentennial International Exhibition in Philadelphia, 1926[61].

## Verbreitung und Rezeption
Im Unterschied zu den meisten Malern seiner Zeit hatte Anglada keinen Galeristen oder Händler, an den er sich band, sondern bot selbst seine Bilder zu relativ hohen Preisen, ohne Bereitschaft zu handeln, direkt Sammlern oder Museen zum Kauf an. Zum Verkauf kam es oft erst nachdem sie in mehreren Ausstellungen gezeigt und in Fachzeitschriften besprochen worden waren. Seine hohen Preisvorstellungen bezweckten, eine Marginalisierung seiner Kunst zu verhindern, verhinderten aber nicht selten den Ankauf der von ihm ausgestellten Werke durch Museen. Zu seinen Kunden gehörten zunächst Künstlerkollegen, wie sein peruanischer Freund und Kollege Carlos Baca-Flor, der walisische Lithograph Conde Albert de Belleroche und der Pianist Enric Montoriol Tarres, später vor allem russische Kunstsammler z. B. Ivan Morozov und Serge Diaghilev, der Industrielle Ernest Thiel, die Ärzte Dr. Oscar Almoeder y Valdes und Dr. Pierre Delbet, Bankiers und Adelige, wie Henri de Rothschild, die Brüder René und Carlos de Castéra, der Fürst Alexandre de Wagram, und der Conde de Pradere.
Inwieweit Anglada neben den immer wieder in Ausstellungen gezeigten, zu diesem Zweck erstellten Gemälden Auftragsarbeiten fertigte, die heute unbekannt sind, ist ungewiss. Jedenfalls existiert aus seinem Nachlass ein Vertragsmuster in zwei verschiedenen Ausführungen, wonach die Hälfte des vereinbarten Preises im Voraus zu zahlen war, dem Maler völlige Freiheit in der technischen Ausführung, Farbe, Form und Komposition zugestanden wurde, die Ausstellung des Werkes zu seinen Lebzeiten nur mit seiner schriftlichen Einwilligung erlaubt war und die Geltung spanischen Rechts sowie des Gerichtsstands von Barcelona festgelegt war.
Besondere Popularität genoss Anglada in Russland und bei der großen russischen Gemeinde in Paris aufgrund Besprechung seiner Bilder durch den Kunstkritiker und Mitherausgeber der russisch- und französischsprachigen Zeitschrift Mir Iskusstva (d. h. die Welt der Kunst) Sergei Diaghilev in 14 Heften zwischen 1901 und 1904. Dieser vermittelte auch den Kontakt zu Wsewolod Meyerhold, der Anglada im Mai 1913 in Paris besuchte, nachdem er nach dessen Bild Los enamorados de Jaca 1912 zusammen mit Alexander Golowin eine Pantomime zur Musik von Claude Debussy in St. Petersburg inszeniert hatte. Auch Maxim Gorki gehörte zu seinen Bewunderern; überliefert ist die Anekdote, dass dieser bei der Internationalen Kunstausstellung von Rom am 26. April 1911 erreichte, vor der Eröffnung des Ausstellungspavillons den Saal mit den Bildern Angladas besichtigen zu können. Populär war Anglada außer in Italien auch in Deutschland, wo seine Ausstellungsbeiträge in den deutschen Fachzeitschriften „Kunstchronik Kunstmarkt“, „Kunst für alle“ und „Kunst und Künstler“ in wenigstens 15 Artikeln besprochen wurden. Der Einfluss Angladas auf Kandinsky ist zwar bestritten: Bereits 1902 schrieb der Kunstkritiker Hans Rosenhagen: „Wassily Kandinsky imitiert nicht ohne Glück den Spanier Anglada“; inzwischen kann dieser Einfluss als nachgewiesen angesehen werden.
Derzeit ist – abgesehen von den über 100 durch die Stiftung der Caixa aus dem Nachlass des Künstlers erworbenen Ölbildern und den im Besitz der Erben verbliebenen – der größte Teil von Angladas Gemälden in Privatbesitz. In Museen befinden sich
- im Palau de la Generalidad, Barcelona: „Baile“, „Los enamorados de Jaca“ (1910), „Ramona“ (1930), „Gertrude Lawrence“ (1931–1935),  „Parral de la fruta“ (1940–1945),
- im Museu Nacional d’Art de Catalunya: „Nocturno de Paris“ (1900), „Le bal blanc“ (1900), „La llotja“ (1901–1902), „Retrat de Magda Jocelyn“ (1904), „Mariposa nocturna“ (1913), „Granadina“ (1914), „Els lledoners de Boquer“ (1918), „Naturaleza muerta bajo un emparrado“ (1934), „Florero“ (1935),
- im Museo Nacional Centro de Arte Reina Sofia, Madrid: „Paisaje“ (1889), „Demarche Gitane“ (1902), „La gitana de los granadas“ (1904), „La novia de Benimamet“ (1906), „Sonia de Klamery (echada)“ (1913), „Sonia de Klamery (de pie)“ (1913), „Leticia Bosch-Labrús y Blat, Duquesa de Durcal“ (1922), „Llegada de la romeria del arroz“ (1940–1945),
- in der Real Academia de Bellas Artes de San Fernando (Madrid): „Estrecho de Boquer despues de la lluvia“ (1948–1950),
- im Museu d' Art Modern (Barcelona): „Magda Jocelyn“ (1904?), „Florero“ (1935), „Florero y frutas“ (1940–1947), „Gitana con nino“ (1940–1947),
- im Museo d' Art (Sabadell): „Paisaje“ (1929),
- im Biblioteca-Museu Balaguer (Vilanova i la Geltru): „Paisaje con puente“ (1890), „Boceto“ (1900–1901), „Estudiode caballos“ (1900–1901),
- im Museo de Bellas Artes (Bilbao): „Desnudo baja la parra“ (1909),
- im Museo de Pontevedra (Pontevedra): „Puesta de sol. Acantilados de Boquer“,
- im Museo de Vilafranca del Penedes: „Paisaje con arboles“ (1889–1890), „Camino“ (1889–1890), „Arboles junto al rio“ (1889–1890),
- im Museo Saridakis (Palma); „Casa de campo de Pollença“,
- im Museo del archiduque Luis Salvador de Austria (Son Marroig, Mallorca): „Almendros“,
- im Museo Nacional de Bellas Artes (Buenos Aires): „Chica inglesa“ (1904), „Los opalos“ (1904), „Gitana con dos niños“ (1907), „La espera“ (1909),
- im Museo Nacional de Arte Decorativo (Buenos Aires): „Condesa de Cuevas de Vaca“ (1920),
- im Museo Nacional (Havanna): „Paisaje con penas“ (-1894), „Cabeza“ (1897),
- im Museum Eremitage (St. Petersburg): „Danza Espanola“ (1901),
- in Thielska Galleriet (Stockholm): „Ver luisant“ (1905),
- in der Galleria d' Arte Moderna (Venezia): „Caballo y gallo“ (vor 1905),
- im Musée Goya (Castres): „Jovenes de Alcira“ (1906),
- in the Hispanic Society of America (New York): „Jovenes de Burriana“ (1908).